# Parallels Desktop
Parallels Desktop pour Mac de la firme Parallels, Inc. est une application de Virtualisation fonctionnant sous MacOS, et auparavant sous Linux et Windows jusqu'à la version 4 (2008). Parallels Desktop permet de faire fonctionner Windows ou tout autre système d'exploitation utilisant un processeur de type x86 sur Mac.

## Présentation
Depuis le passage d'Apple vers les processeurs Intel, beaucoup de logiciels permettant de faire tourner un système d'exploitation compatible x86 (Windows étant le plus commun) sur Mac OS X ont fait leur apparition. Parallels Desktop pour Mac compte parmi les principaux acteurs de ce marché[réf. nécessaire], aux côtés de VMWare, VirtualBox, QEMU….
Boot Camp quant à lui permet de créer une partition pour y installer Windows.

## Intégration
Parallels Desktop pour Mac est un hyperviseur de type 2.

## Fonctionnalités
Parallels Desktop pour Mac comprend un moteur de machine virtuelle qui permet à chacune de ces machines virtuelles de fonctionner d'elle-même, dans un environnement qui lui est spécialement créé : processeur, RAM, disque dur, carte graphique, carte son, etc. - Chacun des composants que contient un ordinateur.
Parallels Desktop pour Mac virtualise tous les périphériques à l'intérieur de l'environnement, y compris la carte graphique, les connexions réseau et les périphériques de stockage. Le support des périphériques sur port parallèle et en USB est également disponible à l'aide d'un pilote d'accès.

### Détails de la machine virtuelle
La configuration de la machine virtuelle est cependant limitée, pour garantir une compatibilité maximale avec les composants physiques de la machine et offrir de bonnes performances. La machine virtuelle dont dispose le système d'exploitation client (par exemple Windows ou Linux) est composée des éléments suivants :
- un processeur Pentium compatible x86
- une carte mère générique compatible avec le chipset i815
- une quantité de mémoire vive (RAM) réservée parmi la mémoire vive de Mac OS X variable (jusqu'à 1.5Go)
- une carte graphique (avec accélération graphique matérielle depuis la version 3.0 du logiciel, OpenGL et DirectX), avec possibilité de spécifier la quantité de mémoire vidéo du système dédiée à l'OS client.
- un lecteur de disquette 1.44Mo, qui peut être lié à un disque physique ou émulé à partir d'un fichier image (format IMG et autres formats de disquettes virtuelles)
- jusqu'à 4 périphériques IDE. Ceci inclut des disques durs et des lecteurs optiques virtuels émulés par Parallels Desktop, qui peuvent également être liés à des périphériques existants ou à des fichiers image (format ISO)
- jusqu'à 4 ports série qui peuvent être liés à des ports physiques ou à des fichiers de sortie.
- jusqu'à trois ports parallèles bidirectionnels
- une carte réseau virtuelle compatible avec un chipset Realtek RTL8029(AS)
- un contrôleur USB 2.0 avec branchement à chaud (4 ports)
- une carte son compatible AC97'
- un clavier 104 touches et une souris PS/2

### Assistant d'installation
L'assistant d'installation de Parallels est un outil intégré à Parallels Desktop pour Mac qui permet de simplifier l'installation, en effectuant une installation silencieuse des Systèmes Clients Microsoft.
Avant de lancer l'installation automatique, l'utilisateur doit juste spécifier :
- la version de Windows utilisée
- ses identifiants, tels qu'ils apparaîtront dans la version de Windows (Propriétaire / Compagnie)
- une clé Windows.

L'Assistant d'installation de Parallels se charge du reste. L'utilisateur n'a plus besoin de sélectionner les paramètres ou de répondre à des questions supplémentaires potentiellement techniques.
Une fois Windows installé, L'Assistant d'installation de Parallels lance automatiquement les Outils Parallels, un pack complet de logiciels et pilotes, qui optimisent le fonctionnement de la machine virtuelle et son intégration auprès de Mac OS X.

### Gestion du réseau
Le réseau entre Mac OS X et les OS clients peut être géré de différentes façons :

#### Ponté
Mac OS X fait apparaître la connexion de l'OS client comme une machine supplémentaire sur le réseau externe courant. La connexion physique de l'ordinateur sur le réseau fait alors office de switch, et Mac OS X comme l'OS client ont une adresse IP donnant directement sur le réseau.
Exemple concret : le Mac est connecté sur un réseau IP, dont la passerelle est 192.168.0.1. Mac OS X a donc logiquement (on suppose que la passerelle met à disposition un serveur DHCP de classe C) une adresse sur ce même réseau : 192.168.0.2. L'OS client bénéficiera alors d'une nouvelle adresse sur ce même réseau : 192.168.0.3, et pourra de ce fait avoir accès directement à tous les services réseau de manière totalement transparente.

#### Hôte uniquement
l'OS client ne peut interagir qu'avec Mac OS X, et n'a pas accès aux connexions réseaux externes. Pour cela, une interface virtuelle est créée sur Mac OS X avec une adresse IP spécifique, et l'interface réseau de l'OS client est alors mise sur le même réseau IP. Cependant Mac OS X ne réalise aucun routage entre les données de cette interface virtuelle et les interfaces physiques de l'ordinateur (Wi-Fi, Bluetooth, Ethernet, modem). Concrètement dans ce cas de figure, il est possible de faire tourner des services sous l'OS clients, qui seront accessibles depuis Mac OS X et vice versa, mais l'OS client n'aura jamais de connectivité vers l'extérieur (accès réseau, Internet, etc.).
Exemple concret : le Mac est connecté sur un réseau IP, dont la passerelle est 192.168.0.1. Mac OS X a une adresse frontale sur ce même réseau : 192.168.0.2. En même temps, Parallels Desktop pour Mac associe à Mac OS X une adresse IP virtuelle 10.211.55.2. L'OS client se voit alors doté d'une adresse IP sur ce réseau virtuel, par exemple 10.211.55.3.

#### Partagé
Parallels Desktop pour Mac met à disposition des OS clients un routeur PAT (Port Address Translator) pour gérer les différentes connexions réseau de manière centralisée.
Exemple concret : le Mac est connecté sur un réseau IP, dont la passerelle est 192.168.0.1. MacOSX a une adresse frontale sur ce même réseau : 192.168.0.2. En même temps, Parallels Desktop pour Mac produit un routeur PAT (Port Address Translator) semblable à ce qu'il se fait pour les routeurs réseaux. Ce routeur PAT a comme adresse IP 10.211.55.1(non accessible depuis l'extérieur de la machine), et associe à Mac OS X une adresse IP virtuelle 10.211.55.2. L'OS client se voit alors doté d'une adresse IP sur ce réseau PAT, par exemple 10.211.55.3, peut accéder à Mac OS X par l'adresse 10.211.55.2, et au réseau par le routeur 10.211.55.1.

### Parallels Coherence
Coherence est une fonctionnalité avancée de Parallels, disponible à partir de la version 3.186, qui améliore l'intégration des systèmes d'exploitation Microsoft dans Mac OS X.

### Crystal
Nouveauté de la version 5 (2009) de Parallels Desktop pour Mac. Il s'agit d'une optimisation du Mode Coherence. La machine virtuelle est entièrement transparente et la présence de Parallels Desktop pour Mac (barre de menus, icônes) disparaît totalement pour laisser place à l'univers Mac.

### Transporter
Introduite dans la version 1.970, Parallels Transporter est un outil qui assiste l'utilisateur dans la migration d'un système Microsoft tournant à l'origine en natif sur une machine PC, vers une machine virtuelle. Concrètement, une personne ayant un ordinateur fonctionnant sous Microsoft Windows et disposant également d'un Mac, pourra facilement faire migrer le système Windows (programmes / documents / paramètres) pour pouvoir l'utiliser dans exactement les mêmes conditions sous MacOSX par le biais de Parallels.
Parallels Desktop pour Mac pousse encore plus loin ce principe en autorisant le transfert de paramètres d'un OS client Microsoft tournant déjà en virtualisé (via VMWare ou Virtual PC ou Virtual Box ) vers Parallels.
'Parallels Transporter Agent doit être impérativement installé sur la machine d'origine (machine possédant les paramètres) afin de pouvoir effectuer le transfert.
Le transfert peut s'effectuer via un cable USB spécial disponible à l'achat chez Parallels ou par le réseau. Dans ce dernier cas, les deux machines doivent impérativement être reliées au même réseau.

### Outils Parallels
Outils Parallels  est la suite logicielle pour Microsoft Windows XP / 2000 / Vista permettant :
- un accès rapide à tous les dossiers mis en partage sous Mac OS X (Parallels Shared Folders).
- une prise en charge directe de la souris même en mode fenêtré (pas besoin de cliquer dans la fenêtre de Parallels Desktop pour capturer la souris).
- le redimensionnement à la volée de la résolution de l'OS client en fonction de la taille de la fenêtre sous Mac OS X.

### Suspend to disk
Pour optimiser le temps de chargement des applications et diminuer l'incidence du temps de lancement de Windows, Parallels Desktop fait appel à un mode rapide de Suspend To Disk, qui permet de suspendre l'exécution du système client et d'enregistrer son état sur le disque, pour pouvoir ensuite le relancer plus rapidement. Cette forme d' hibernation permet de réduire de manière drastique les temps de lancement et d'arrêt de Windows à quelques secondes.

## Limites résolues par Parallels Desktop 5 pour Mac
Parallels Desktop souffre encore de quelques limitations, dont certaines sont à l'ordre du jour de l'équipe de développement
- Actuellement Parallels Desktop ne peut gérer que des systèmes d'exploitation clients en 32bits, même si le processeur de la machine supporte physiquement les instructions en 64bits (Core 2 Duo).
- La quantité de mémoire vive allouée à la somme des machines virtuelles est de 4Go, avec une limite par machine virtuelle de 1500Mo.
- Les fonctionnalités avancées de la machine physique ne sont pas supportées du fait de la machine virtuelle. Pas de support graphique pour Direct 3D (donc impossibilité d'utiliser Aero sous Microsoft Windows Vista) ou OpenGL (cette limitation n'existe plus depuis la sortie de Parallels Desktop 3), pas de gestion du son sur plus de 2 canaux, etc.

## Historique des versions
1.940 (version initiale)
Première version commercialisée par Parallels Desktop, incluant les fonctionnalités de base
1.970
sortie le 1er novembre 2006, cette version implémente quelques améliorations :
- le branchement à chaud des périphériques USB 1.1
- des améliorations de Parallels Tools, pour pouvoir supporter l'entrée du curseur sans avoir préalablement à cliquer sur la fenêtre de l'OS client concerné.
- le support de Microsoft Windows Vista (à titre expérimental uniquement).

3.186
Mise à disposition le 1er mars 2007, cette version apporte un nombre important d'améliorations, dont :
- Support de l'USB 2.0, avec une amélioration de l'interface (déconnexion immédiate des périphériques USB) et le support de l'iSight (Webcam embarquée sur les ordinateurs portables Apple : MacBook et MacBook Pro) pour les OS clients Microsoft.
- le support de la gravure sur des périphériques optiques (graveur CD-ROM / DVD-ROM)
- la gestion de la quantité de mémoire Vidéo dédiée à l'OS client
- Parallels Coherence, qui intègre complètement les OS clients Microsoft au sein de Mac OS X.
- Transporter, qui permet de migrer facilement une installation Windows d'un PC vers une instance de Parallels.
- le support de la partition Bootcamp, c’est-à-dire que l'OS présent sur la partition Bootcamp peut être utilisé sous Parallels Desktop sans changement (valable pour les OS clients Windows XP et Windows Vista), dans le but d'optimiser l'espace disque et d'éviter la duplication de données. l'OS Windows se voit alors doté de deux configurations matérielles, la première correspondant à la configuration de la machine elle-même, et la seconde étant la machine virtuelle mise à disposition par Parallels Desktop pour l'OS client (voir « Fonctionnalités »). Attention cependant : du fait même que la configuration matérielle diffère entre l'OS en natif et l'OS en virtualisé, il faut tout de même posséder deux licences distinctes de l'OS Microsoft Windows.
- le redimensionnement « à la volée » de la taille de la fenêtre dans laquelle s'exécute l'OS client Microsoft Windows. La résolution de l'OS client n'est plus fixée à une résolution d'écran (type 1024×768, 1280×800, etc.) mais s'adapte dorénavant automatiquement à la taille de la fenêtre sous MacOSX.
- le support officiel de Microsoft Windows Vista.

3.188
Cette version, sortie le 26 mars 2007, effectue principalement des corrections de bugs mineurs de la version précédente, ainsi que des gains en performances
4.0
Mise à disposition le 8 décembre 2008, avec une amélioration des performances… etc.
5
Sortie en octobre 2009.
6
Sortie en septembre 2010.
7
Sortie le 14 septembre 2011.
8
Sortie en 2012. Elle permet le lancement de la version finale de Windows 8, et améliore les performances.
9
Sortie le 5 septembre 2013
10
Sortie le 20 août 2014, c'est une mise à jour majeure supportant Mac OSX 10.10 Yosemite
11
Sortie le 19 août 2015, cette mise a jour ajoute le support de Windows 10 ainsi que DirectX12 sous Mac OSX ElCapitan
12
Sortie le 21 août 2016, c'est une mise à jour majeure supportant macOS 10.12 Sierra
13
Sortie le 22 août 2017, c'est une mise à jour majeure supportant macOS 10.13 High Sierra
14
Sortie le 21 août 2018, c'est une mise à jour majeure supportant macOS 10.14 Mojave
15
Sortie le 12 août 2019, c'est une mise à jour majeure supportant macOS 10.15 Catalina, et 30 nouveautés dont:
- Support de SideCar
- Support de DirectX11

## Versions
Attention, selon des topics provenant du forum officiel de Parallels Desktop, il semblerait que certaines versions de Parallels soient limitées source selon la licence accordée. Deux classes de licences sont disponibles :
- licence localisée « en », disponible uniquement en achat en ligne sur le site officiel de Parallels Desktop, donne accès au téléchargement direct de la dernière version sur le site, ainsi que la possibilité de tester sans restriction les versions beta avant leur sortie officielle
- licences localisées « gb », « fr », disponibles en version boite en magasin (Apple Center) ou sur d'autres sites Internet (comme Amazon). Ces numéros de licence ne fonctionnent pas avec les versions du logiciel disponibles au téléchargement sur le site officiel (version localisée « en »), et ne permettent pas de tester les versions bêta (uniquement pour licence « en » également). Ces licences localisées et limitées sont distribuées par Avanquest, qui fait office de distributeur officiel des versions boites.

Il est possible de créer un compte client gratuit et bénéficier à ce titre d'une version d'évaluation de 30 jours pour la version « en » non limitée (ce qui inclut les versions bêta). Malgré cela, et compte tenu du temps entre deux sorties de version (4 mois), l'utilisation d'une version d'évaluation n'est pas envisageable pour les possesseurs d'une licence officielle délivrée par Avanquest et qui souhaitent maintenir au mieux leur système à jour.
Un des gros inconvénients de Parallels, c'est le coût des mises à jour qui sortent pratiquement à un rythme annuel et qui sont chaque fois facturées à 49,99€ (79,99€ pour le premier achat). Ces mises à jour sont cependant nécessaires si on change plus de 2 fois de version d'OS X : par exemple, Parallels 7 peut fonctionner sur Mac OS X Lion et OS X Mountain Lion, mais ne fonctionne pas sous OS X Mavericks.

## Logiciels concurrents
- CrossOver
- Oracle VM VirtualBox (logiciel libre)
- VMware Fusion
- VMware Workstation